# Fred Boyd
Fred "Freddie" L. Boyd (Bakersfield, California; 13 de junio de 1950-8 de octubre de 2023) fue un jugador de baloncesto estadounidense que jugó durante seis temporadas en la NBA. Con 1,88 metros de altura, lo hacía en la posición de base.

## Trayectoria deportiva

### Universidad
Jugó cuatro temporadas con los Beavers de la Universidad Estatal de Oregón, donde promedió 15,8 puntos y 2,6 rebotes por partido. Al acabar su carrera ocupaba el cuarto puesto entre los mejores anotadores de la historia de su universidad, con 1.221 puntos. Fue elegido en su última en el mejor quinteto de la Pacific Eight Conference.

### Profesional
Fue elegido en la quinta posición del Draft de la NBA de 1972 por Philadelphia 76ers, y también por los Carolina Cougars en el draft de la ABA, eligiendo la primera opción. En su primera temporada con los Sixers promedió 10,5 puntos y 3,7 asistencias por partido, lo que le hizo ganarse un puesto en el mejor quinteto de rookies de la NBA. A la postre, sería su mejor temporada como profesional.
Jugó dos temporadas completas más con los Sixers, pero nada más comenzar la temporada 1975-76 fue cortado por su equipo. La competencia en su puesto, que contaba con World B. Free y Wali Jones hicieron que saliera del equipo. Pero cuatro días más tarde ya había firmado contrato con New Orleans Jazz. Allí estuvo como suplente de Pete Maravich, pero las lesiones hicieron que se perdiera gran cantidad de partidos. En los Jazz jugó dos temporadas y media, viéndose cortado mediada la temporada 1977-78, optando por la retirada. En el total de su carrera promedió 8,5 puntos y 3,0 asistencias por partido.

## Estadísticas de su carrera en la NBA

### Temporada regular
| Temporada | Edad | Equipo             | Liga | P   | TIT | MIN  | TC  | TCA  | %TC  | 3P | 3PA | %3P | TL  | TLA | %TL  | R.OF. | R.DEF. | REB | ASIS | ROB | TAP | PER | FP  | PTS  |
| 1972-73   | 22   | Philadelphia 76ers | NBA  | 82  |     | 28.7 | 4.4 | 11.3 | .392 |    |     |     | 1.7 | 2.4 | .680 |       |        | 2.6 | 3.7  |     |     |     | 2.2 | 10.5 |
| 1973-74   | 23   | Philadelphia 76ers | NBA  | 75  |     | 24.2 | 3.8 | 9.5  | .402 |    |     |     | 1.9 | 2.6 | .723 | 0.2   | 1.0    | 1.2 | 3.3  | 0.8 | 0.1 |     | 2.3 | 9.5  |
| 1974-75   | 24   | Philadelphia 76ers | NBA  | 66  |     | 20.6 | 3.1 | 7.5  | .414 |    |     |     | 0.8 | 1.7 | .478 | 0.2   | 1.1    | 1.3 | 2.4  | 0.7 | 0.1 |     | 2.0 | 7.0  |
| 1975-76   | 25   | TOTAL              | NBA  | 36  |     | 17.1 | 2.1 | 4.8  | .433 |    |     |     | 0.8 | 1.4 | .569 | 0.1   | 0.8    | 0.9 | 2.2  | 0.8 | 0.2 |     | 1.6 | 4.9  |
| 1975-76   | 25   | Philadelphia 76ers | NBA  | 6   |     | 5.5  | 0.3 | 1.0  | .333 |    |     |     | 0.2 | 0.3 | .500 | 0.0   | 0.3    | 0.3 | 0.3  | 0.2 | 0.0 |     | 0.8 | 0.8  |
| 1975-76   | 25   | New Orleans Jazz   | NBA  | 30  |     | 19.5 | 2.4 | 5.5  | .436 |    |     |     | 0.9 | 1.6 | .571 | 0.1   | 0.9    | 1.0 | 2.6  | 0.9 | 0.2 |     | 1.8 | 5.7  |
| 1976-77   | 26   | New Orleans Jazz   | NBA  | 47  |     | 25.8 | 4.1 | 8.6  | .478 |    |     |     | 1.7 | 2.1 | .806 | 0.4   | 1.5    | 1.9 | 3.1  | 0.9 | 0.1 |     | 1.7 | 9.9  |
| 1977-78   | 27   | New Orleans Jazz   | NBA  | 21  |     | 17.3 | 2.1 | 5.2  | .400 |    |     |     | 0.7 | 1.0 | .636 | 0.1   | 0.8    | 0.9 | 2.3  | 0.4 | 0.1 | 1.0 | 1.1 | 4.9  |
| Total     |      |                    | NBA  | 327 |     | 23.6 | 3.6 | 8.6  | .414 |    |     |     | 1.4 | 2.1 | .667 | 0.2   | 1.1    | 1.6 | 3.0  | 0.8 | 0.1 | 1.0 | 2.0 | 8.5  |